# Lécfalva
Lécfalva (románul Leț) falu Romániában Kovászna megyében. Közigazgatásilag Nagyborosnyóhoz tartozik. A szomszédos Várhegy falut 1899-ben csatolták Lécfalvához.

## Fekvése
Sepsiszentgyörgytől 17 km-re keletre a Feketeügy jobb partján fekszik.

## Története
Határában a mintegy 8000 évvel ezelőtt virágzó Starčevo–Körös-kultúra telepét fedezték fel. Oszlopos szerkezetű, tapasztott sövényfalú házakkal, földbe mélyített kunyhókkal.
1333-ban Lezefalva néven említik először. A hagyomány szerint három, a tatárok által elpusztított faluból: 
Korpács, Despő és Galath falvakból keletkezett, közös védváruk az elpusztult Egyedvára volt. A falutól 2 km-re nyugatra a Várhegyen újkőkorszaki, vaskori és bronzkori telepek nyomai kerültek elő. Ezekre épült a középkori vár, melynek csekély nyoma maradt. A falu feletti sáncok helyén a 13. században valószínűleg favár állott, majd 1562-ben a székely felkelés leverése után itt építtette fel János Zsigmond fejedelem Székelybánja várát, melyet a székelyek 1597-ben leromboltak, majd újra felépítették. A faluban 1600-ban székely országgyűlést tartottak. 1910-ben 985, túlnyomórészt magyar lakosa volt. A trianoni békeszerződésig Háromszék vármegye Sepsi járásához tartozott. A Gyárfás-udvarházat az 1960-as években bontották le.

## Látnivalók
- A falu feletti hosszúkás lapos hegytetőn láthatók Székelybánja várának sáncai.
- Református temploma a 16. században épült Szent Miklós tiszteletére, 1878 és 1884 között átépítették.

## Híres emberek
- Itt született 1855-ben Gyárfás Győző királyi tanácsos, építőmérnök.
- Itt született 1870-ben Baráthosi Balogh Benedek mandzsu-tunguz kutató.
- Itt született 1891-ben Keresztes Károly zeneszerző, lapszerkesztő.
- Itt született 1993-ban Oláh Gellért újságíró, a Kolozsvári Zsidó Napok megálmodója, a 888 korábbi publicistája.

## Hivatkozások

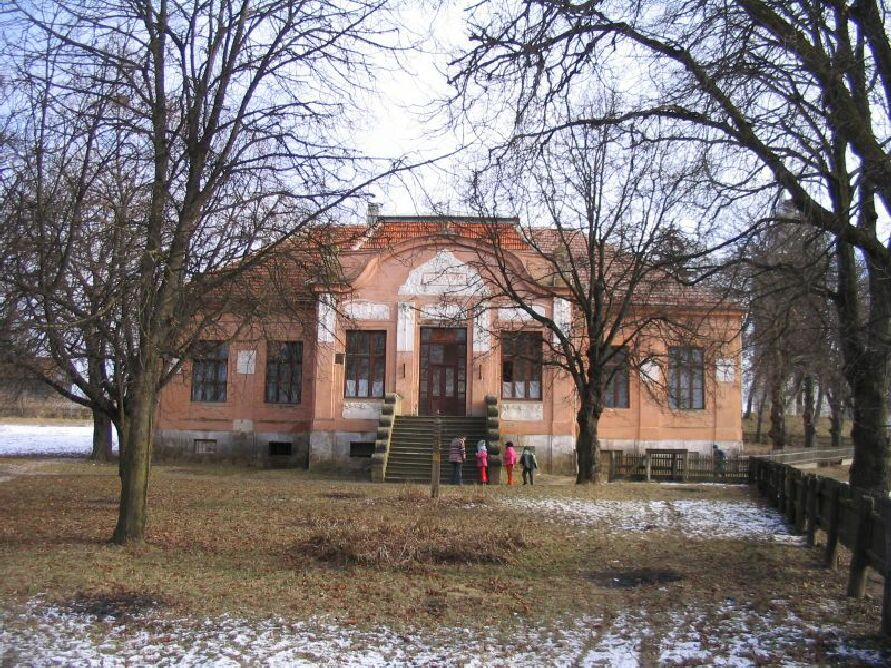
Művelődési ház, korábban Gyárfás-kúria

## Testvértelepülése
- Zalamerenye, Magyarország[halott link]